# Chimaeromyrma brachycephala
Chimaeromyrma brachycephala är en myrart som beskrevs av Gennady M. Dlussky 1988. Chimaeromyrma brachycephala ingår i släktet Chimaeromyrma och familjen myror. Inga underarter finns listade i Catalogue of Life.